# Uschi Krämer
Uschi Krämer, auch Ursula Krämer (* 12. März 1933 in Duisburg-Meiderich; † 24. November 2010) war eine deutsche Lehrerin, Journalistin und niederdeutsche Autorin.

## Leben
Uschi Krämer ist in Diepholz aufgewachsen und hat dort 1953 ihr Abitur gemacht. Anschließend begann sie ein Studium der Philologie und der Wirtschaftswissenschaften an der Universität Hamburg. Nach Auslandsaufenthalten und einem Referendariat in Schleswig-Holstein begann sie 1964 ihre Arbeit im Schuldienst, zunächst an der Berufsschule Zeven und zuletzt, bis 1982, in der gymnasialen Oberstufe in Zeven.
Nach dem Schuldienst begann sie hauptberuflich mit dem Schreiben niederdeutscher Prosa und Theaterstücke. Zudem war sie freiberuflich für Radio Bremen und Radio Niedersachsen sowie für zwölf Zeitungen tätig.
Sie lebte zuletzt in Wistedt, wo sie auch einen Verlag und eine Druckerei betrieb.
Beigesetzt wurde Uschi Krämer in Diepholz, wo sie aufgewachsen ist.

## Auszeichnungen
- Preis von NDR 1 Welle Nord/Ohnsorg-Theater
- Vier Preise von Radio Niedersachsen/Ohnsorg-Theater

## Werke
- Kiek mol öber’n Tuun. Dit un dat ut Land un Stadt. Krämer, Wistedt 1983
- Hest ’n beten Tiet för mi? Vergnöögdet un Besinnlichet. Krämer, Wist 1984, ISBN 3-922913-02-4
- Vun Wiehnachten un Snee. Krämer, Wistedt 1985
- Föhr mit mi in’n Omnibus. Krämer, Wistedt 1986, ISBN 3-925809-00-7
- Spinndönz. 25 ole un nee plattdüütsche Leder. Krämer, Wistedt 1986, ISBN 3-925809-00-7
- Dat is jo lachhaftig. Krämer, Wistedt 1987, ISBN 3-925809-05-8
- In de Schummerstünn. Krämer, Wistedt 1988, ISBN 3-925809-09-0
- Bi Bodderkoken un ’n Tass Kaffee. Krämer, Wistedt 1989, ISBN 3-925809-12-0
- Platt - dat is wat! Krämer, Wistedt 1990, ISBN 3-925809-14-7
- Boddermelk un Klüten. Plattdüütsche Vertellen. Krämer, Zeven 1991, ISBN 3-925809-17-1
- Domols bi Oma un Opa. Krämer, Wistedt 1992, ISBN 3-925809-15-5
- Is dat nix. 15 plattdeutsche Spielwitze. Mahnke, Verden 1994
- Jungs un Deerns in ole Tieden. Krämer, Zeven 1996, ISBN 3-925809-19-8
- De Glasmenagerie. Ein Spiel der Erinnerungen. (Tennessee Williams, plattdeutsche Übersetzung aus dem Amerikanischen), Mahnke, Verden 1996
- Witte Handschen. Plattdüütsch Speel in twee Törrns. Mahnke, Verden 1996
- Vör Gericht. Plattdeutsches Kurzspiel Mahnke, Verden 1996
- ’n beten Freid för jeden Dag. Sülvsverlag, Zeven 1997, ISBN 3-925809-20-1
- Hart op Ies. Lustspiel in drei Akten. Mahnke, Verden 1998
- Dat grode Geschäft. Plattdeutsches Kurzspiel. Mahnke, Verden 1998
- Regenkaffee. Plattdeutsches Kurzspiel. Mahnke, Verden 1999
- Ick oder Se. Plattdeutsches Kurzspiel. Mahnke, Verden 1999
- De „zerstörte Schönheit“. Lustspiel in einem Akt. Mahnke, Verden 2000
- Na, wo hebbt ji denn de ole Schateken. Kurzspiel. Mahnke, Verden 2003